# Фрідріх Оман

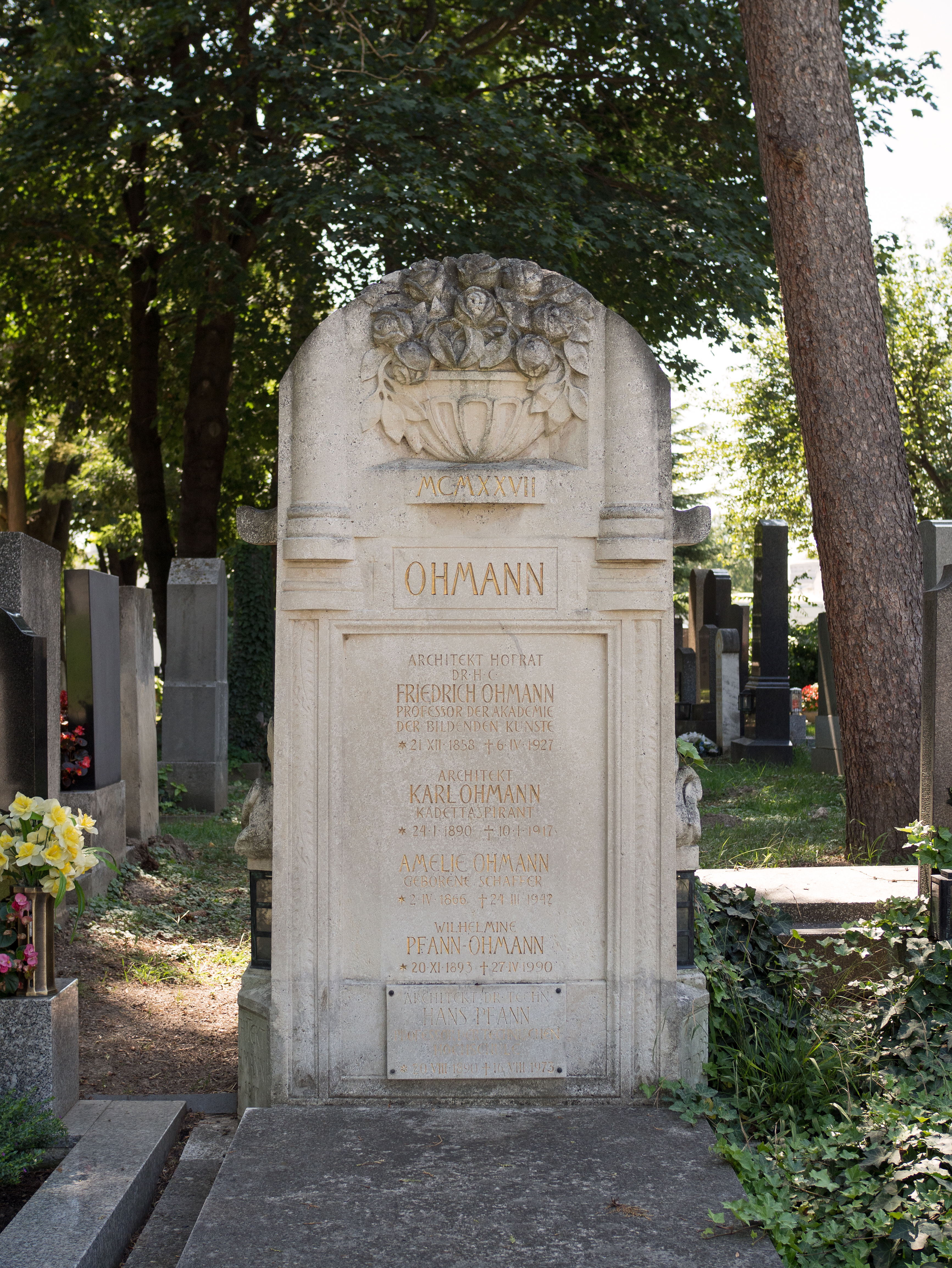
Могила Фрідріха Омана на Віденському центральному кладовищі

Фрідріх Оман (нім. Friedrich Ohmann; 21 грудня 1858, Лемберг, Галичина, Австро-Угорщина — 6 квітня 1927, Відень) — австрійський архітектор.

## Біографія
Фрідріх Оман народився в 1858 році в Лемберзі (нині Львів). У 1877 році він почав вивчати архітектуру у Віденському технічному університеті. Його вчителями були Генріх фон Ферстель та Карл Кеніг. Щоби поглибити свою мистецьку освіту, він записався в Академію образотворчих мистецтв разом з Фрідріхом фон Шмідтом.
З 1889 по 1899 рік працював професором декоративної архітектури в Школі прикладного мистецтва в Празі, виконував переважно реставраційні проекти у цьому місті. У 1898 році повернувся до Відня, де спроектував разом із Йозефом Хакхофером усі будівлі та мости в районі річки Відень у межах міста.
1899-1907 роки — художній керівник будівництва Гофбурга у Відні. Його проекти включають нову Пальмову оранжерею в замковому саду та пам'ятник імператриці Єлизаветі в Фольксгартені (скульптор Ганс Біттерліх).
З 1904 року — керівник майстер-класу з архітектури в Академії образотворчих мистецтв у Відні.
Творчість Омана вкорінена у пізньому історизмі. У свої празькі роки він був прихильником поміркованого стилю модерн, а згодом необароко. Його роботи є поєднанням цих двох стилів, наприклад Пальмова оранжерея біля Бурггартену.
Влітку 1918 року Оман представив перші ескізи для великого меморіалу кайзера Франца Йосифа, який, на його думку, мав бути побудованим перед Воєнною церквою у Відні, у просторовому зв'язку з нею. Його проект не здійснювався після закінчення війни восени 1918 року.
Його могила розташована на Віденському центральному кладовищі; тут був похований також його зять, архітектор Ганс Пфанн (1890—1973). У 1938 році Деблінг (19 Район) назвали його ім'ям Омангассе.

## Творчість

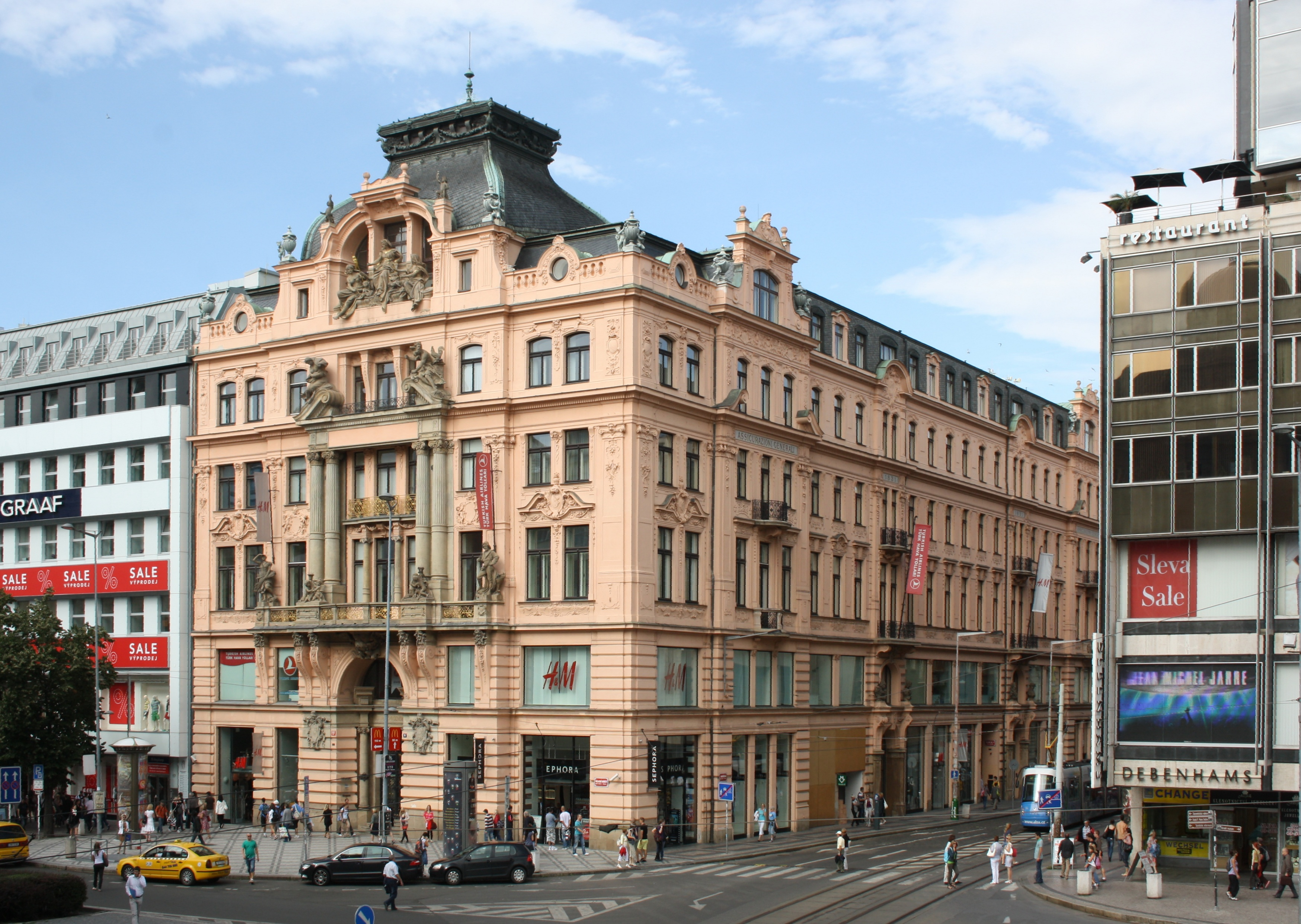
Офісна будівля Assicurazione Generali, Прага, 1895
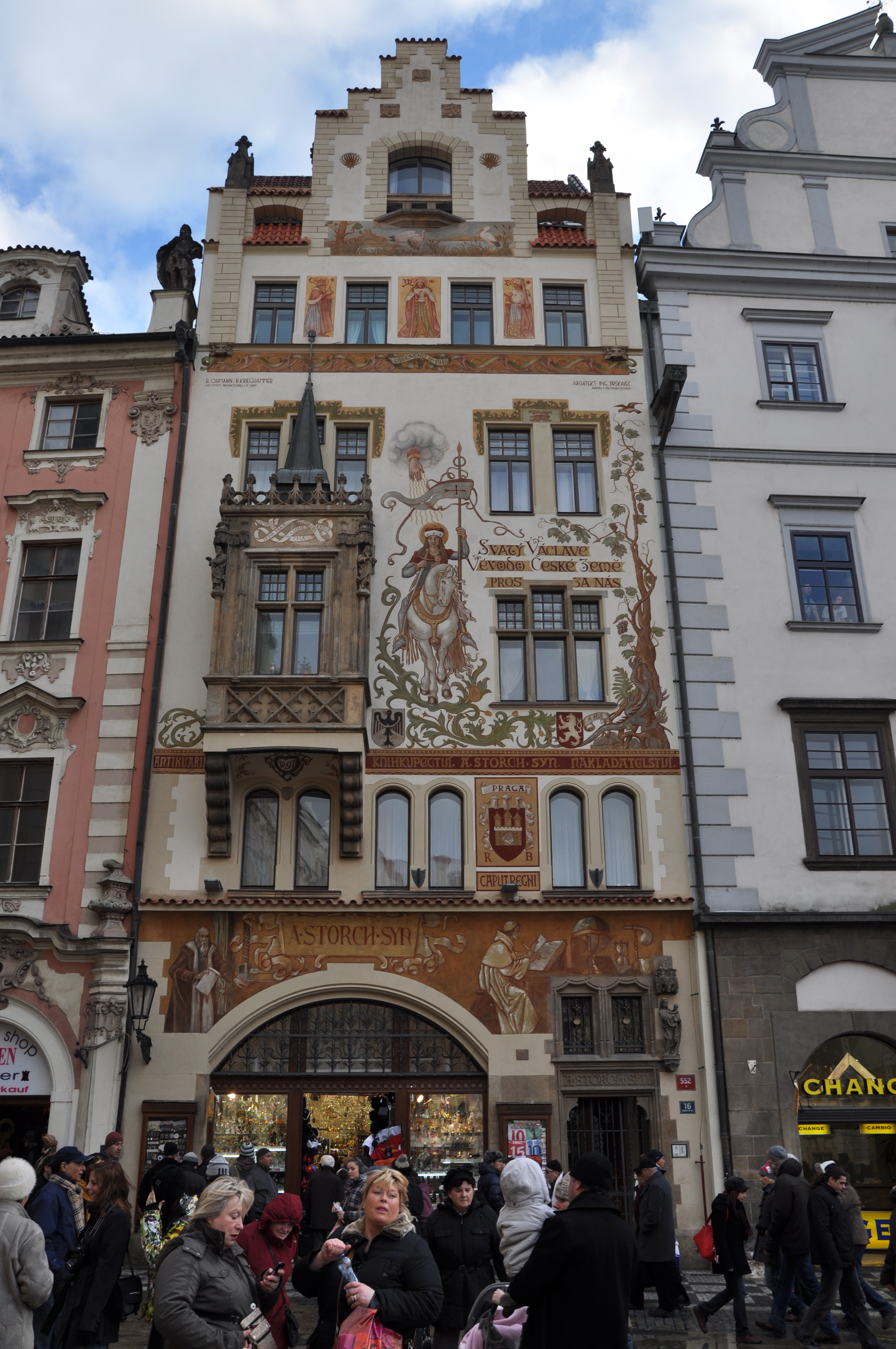
Будинок «Storchenhaus», Прага, 1896—1897
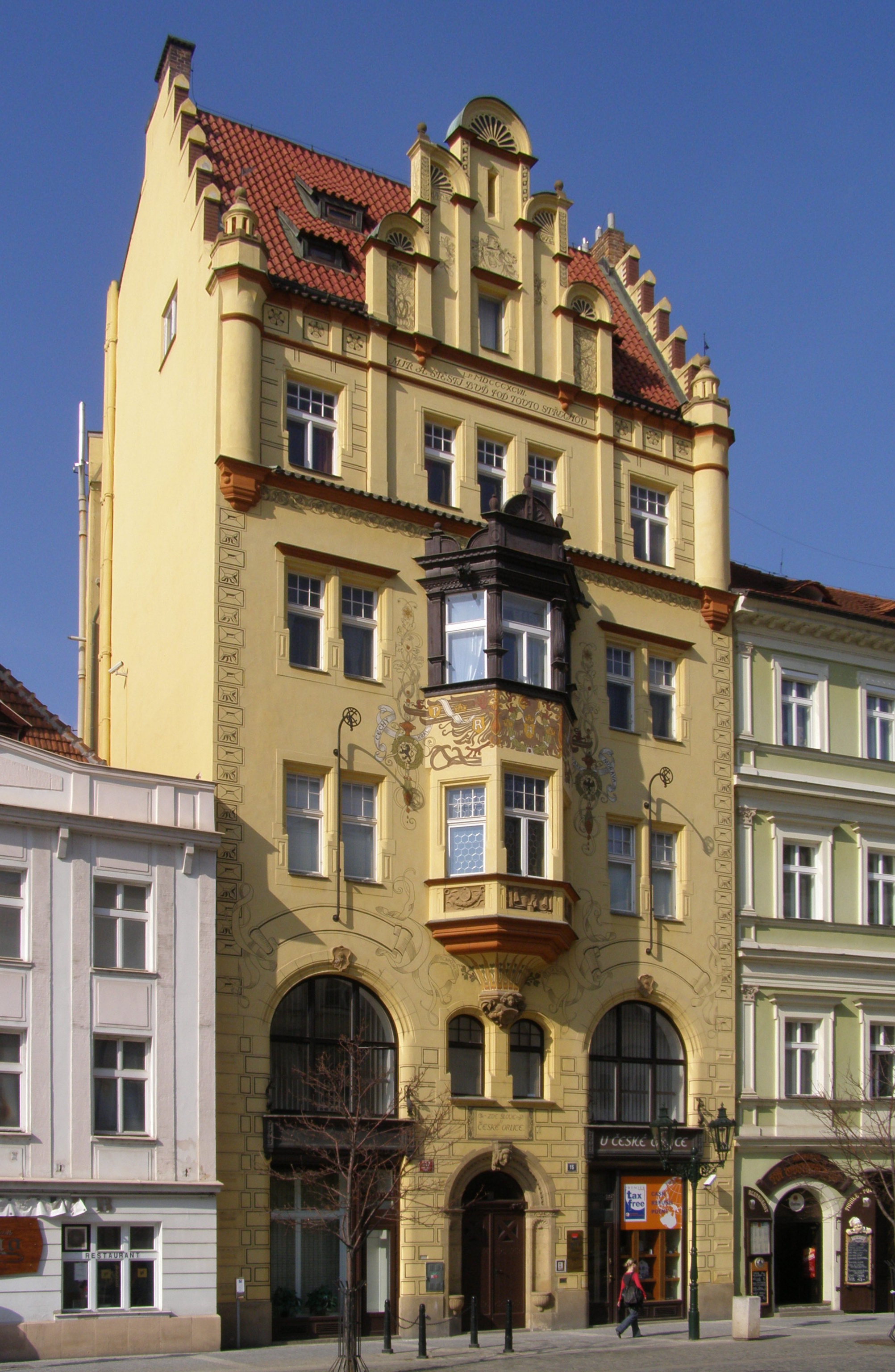
Житловий будинок, Прага, 1896—1897
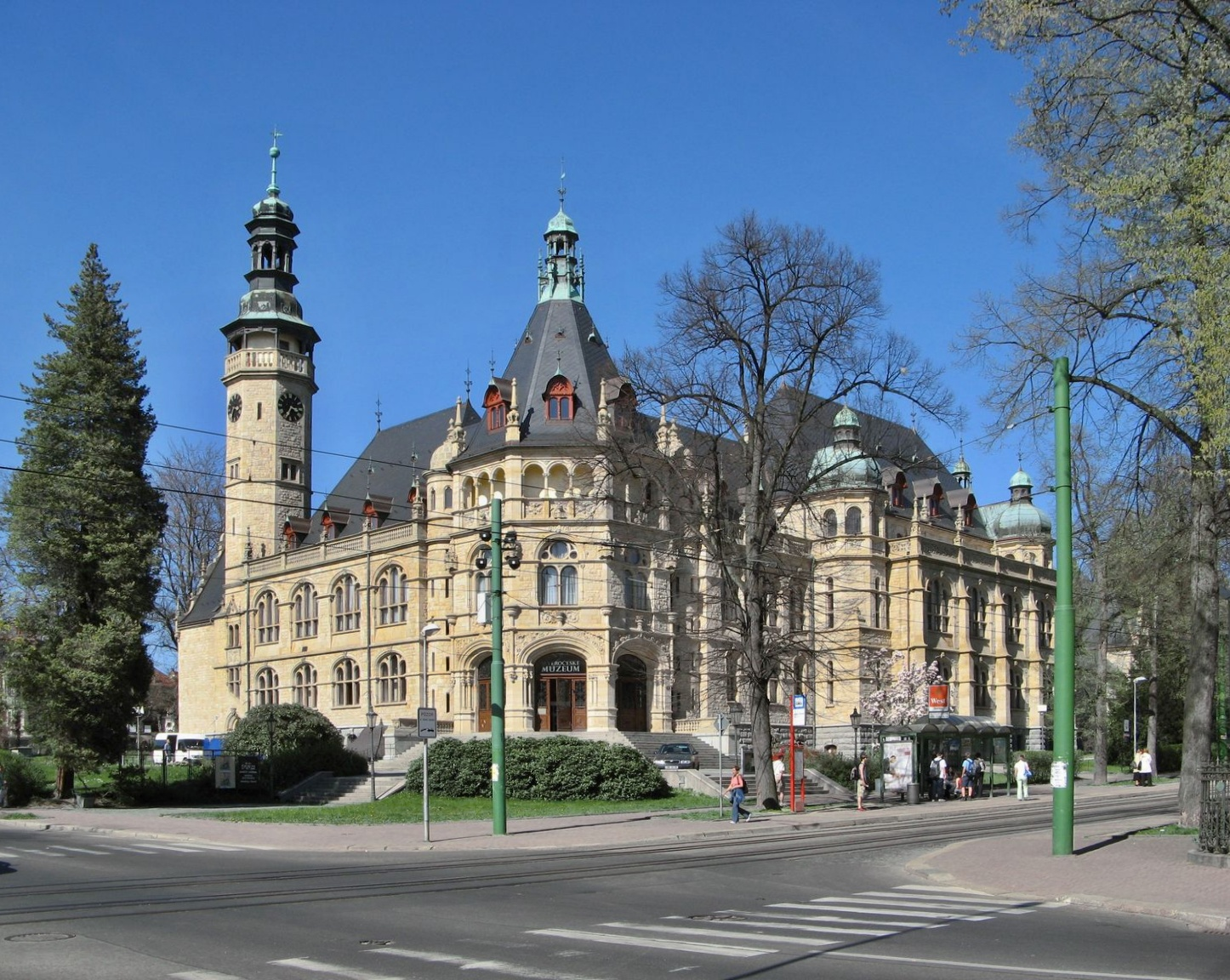
Музей прикладного мистецтва, Ліберець, 1897–1898
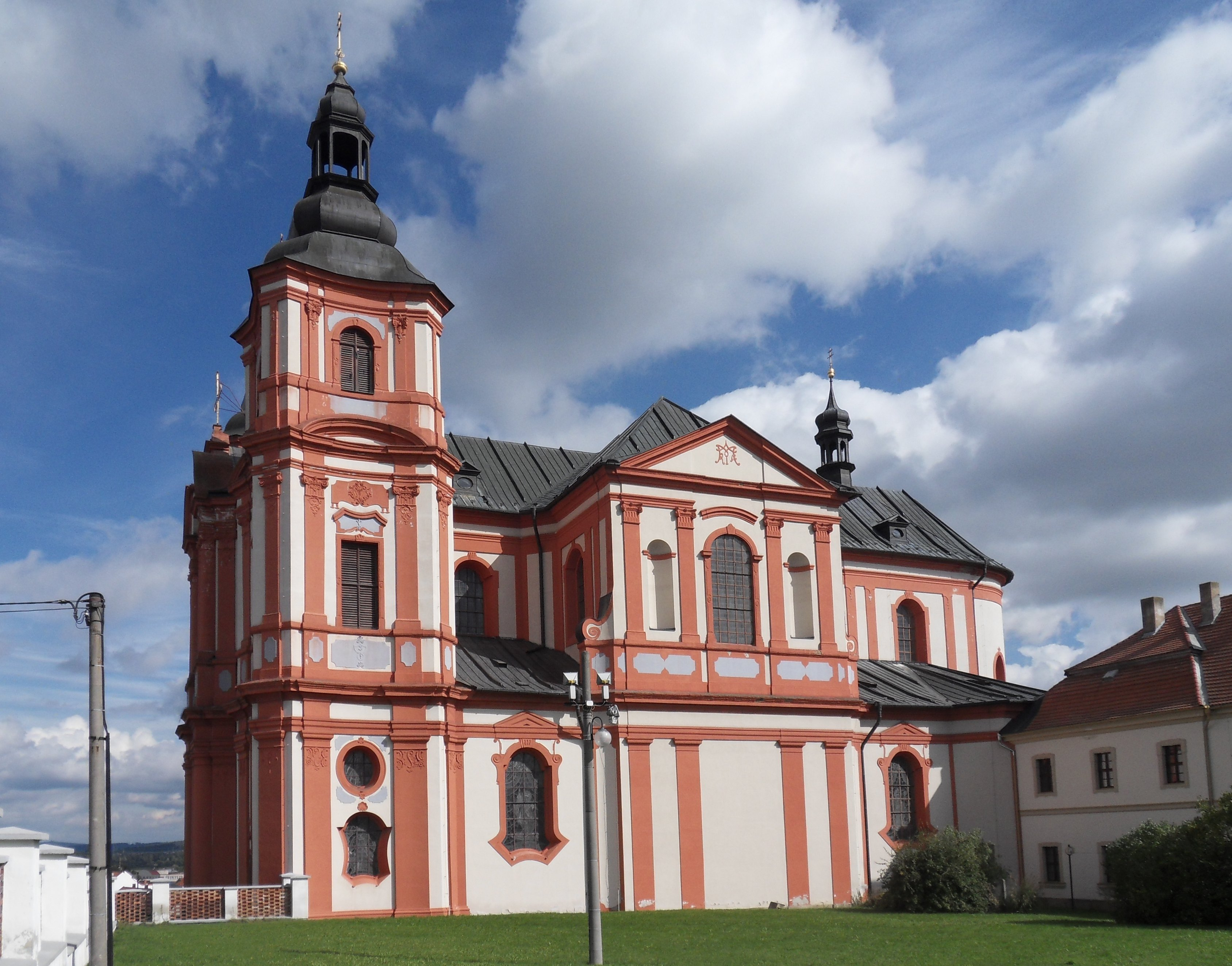
Реставрація парафіяльної церкви у Пршештице, 1898
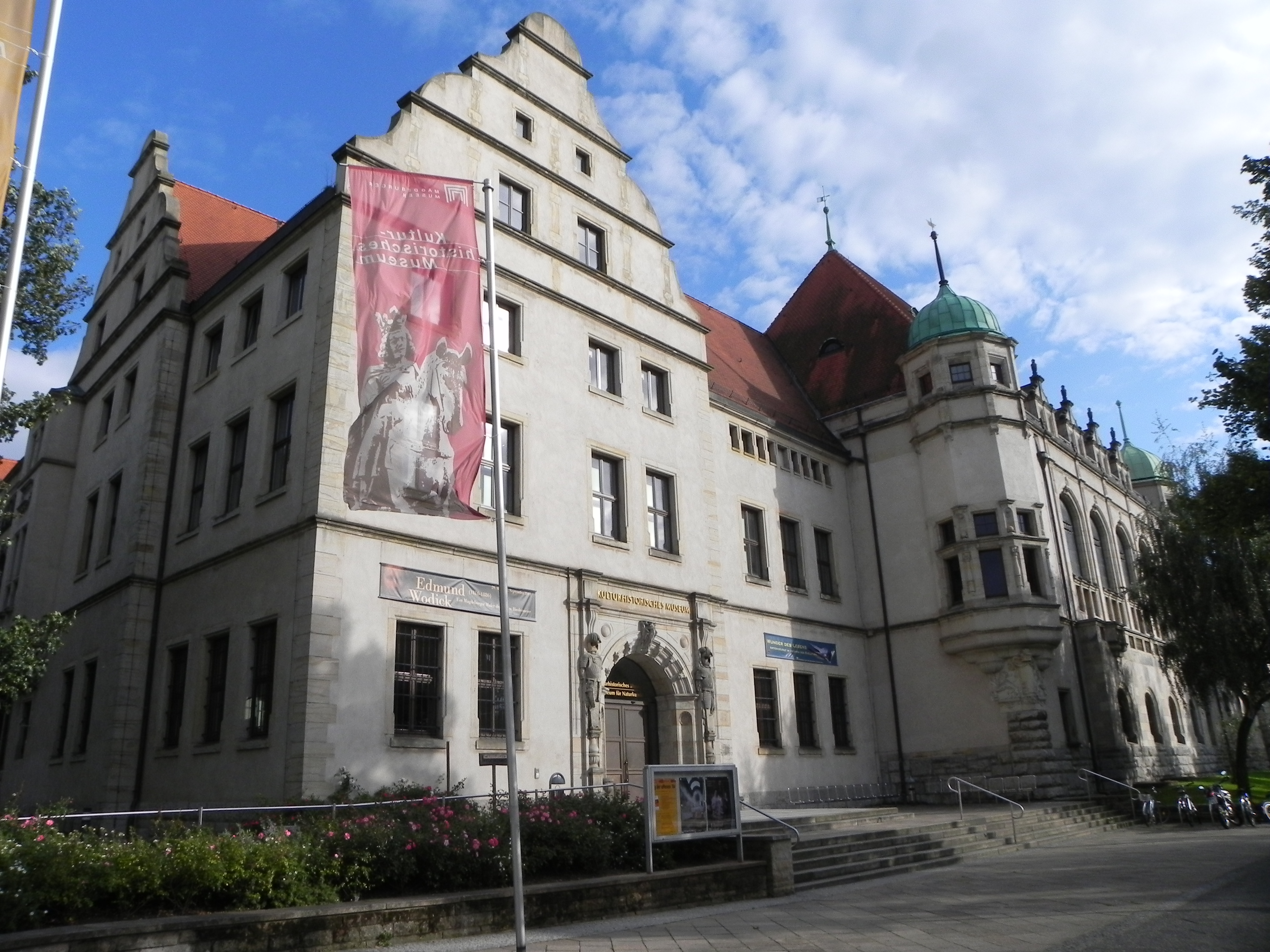
Культурно-історичний музей, Магдебург, 1898–1901
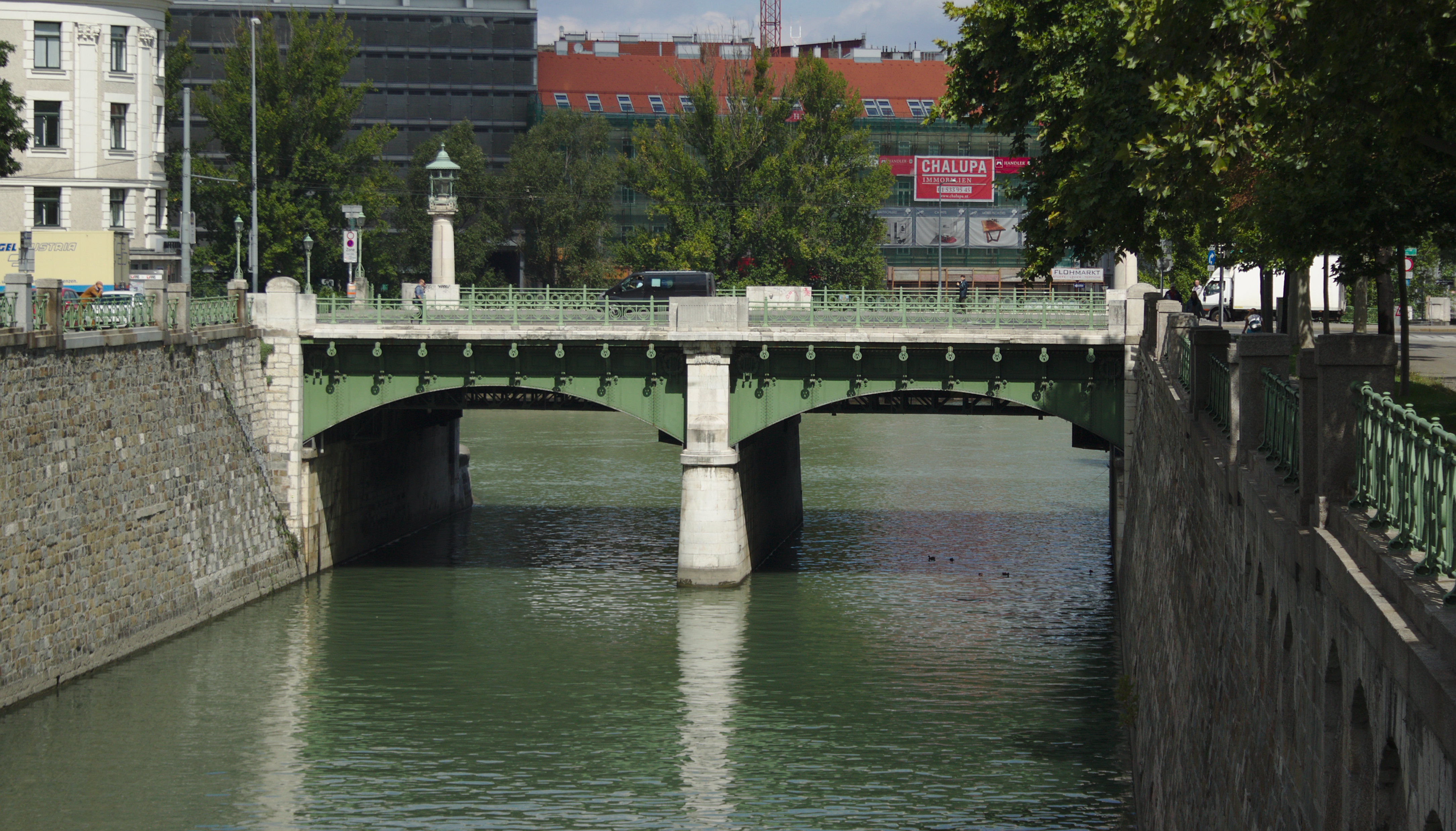
Радецький міст, Відень, 1899–1901
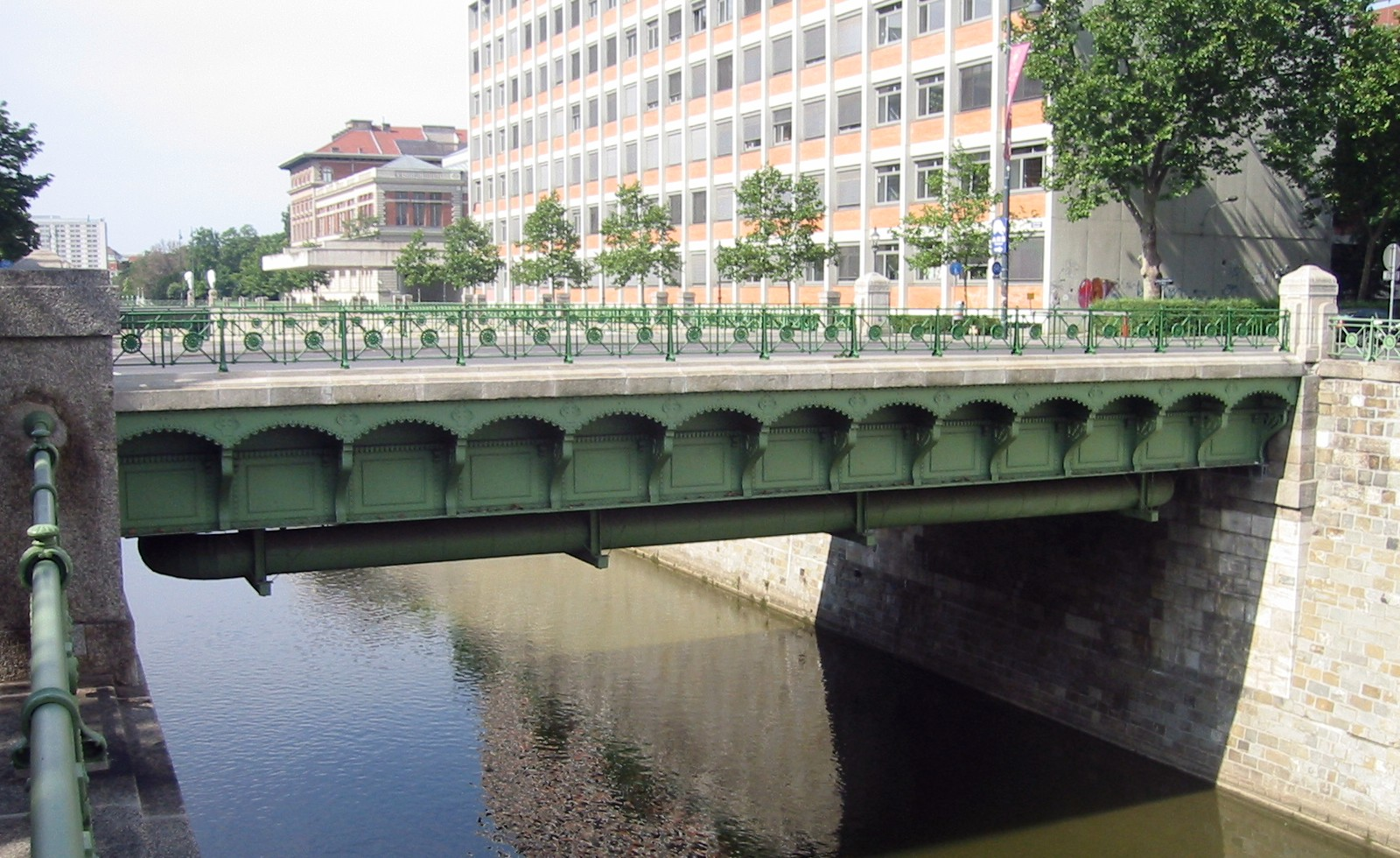
Малий міст Марксер, Відень, 1899–1901
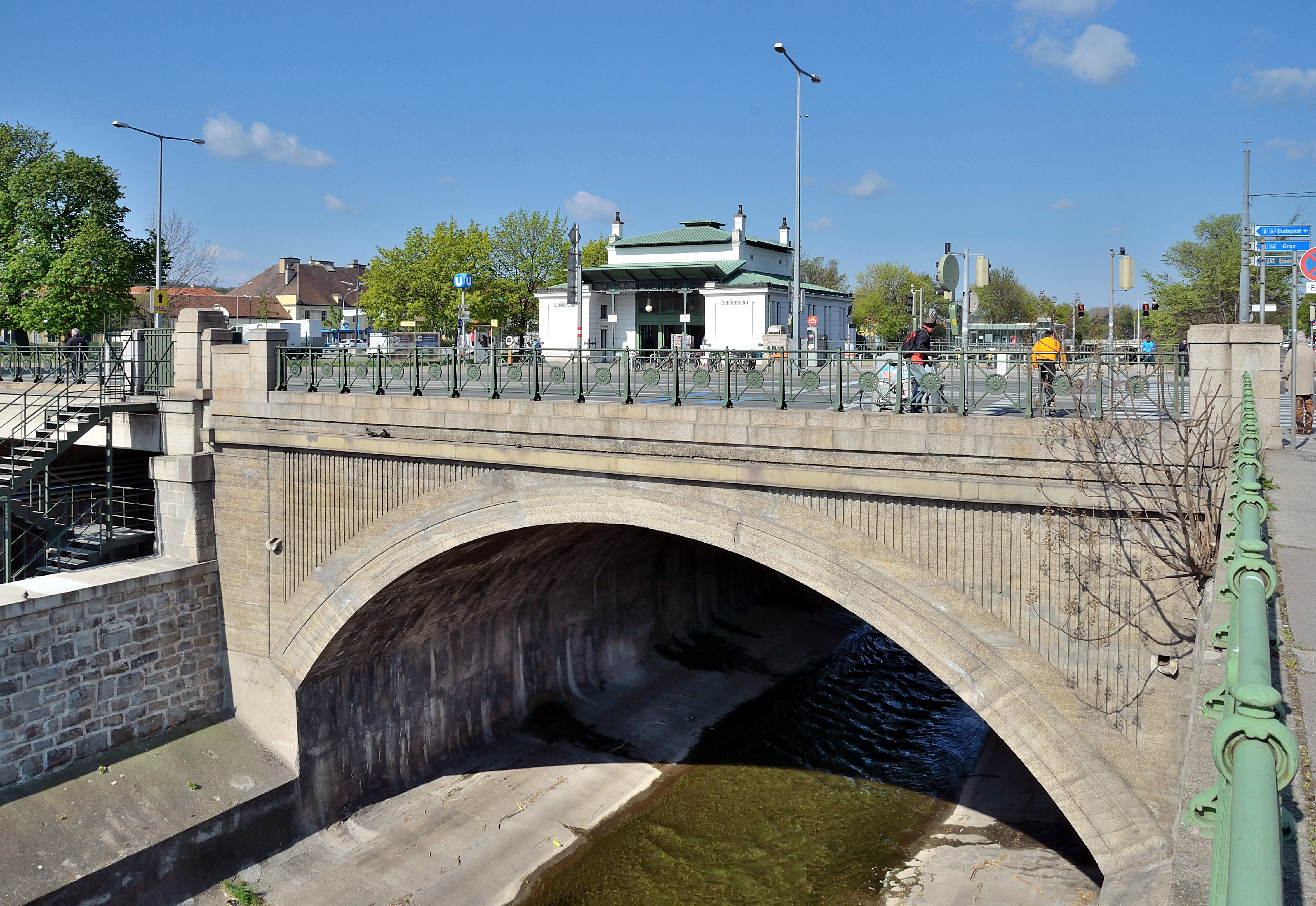
Міст Шенбрунн, Відень, 1899–1901
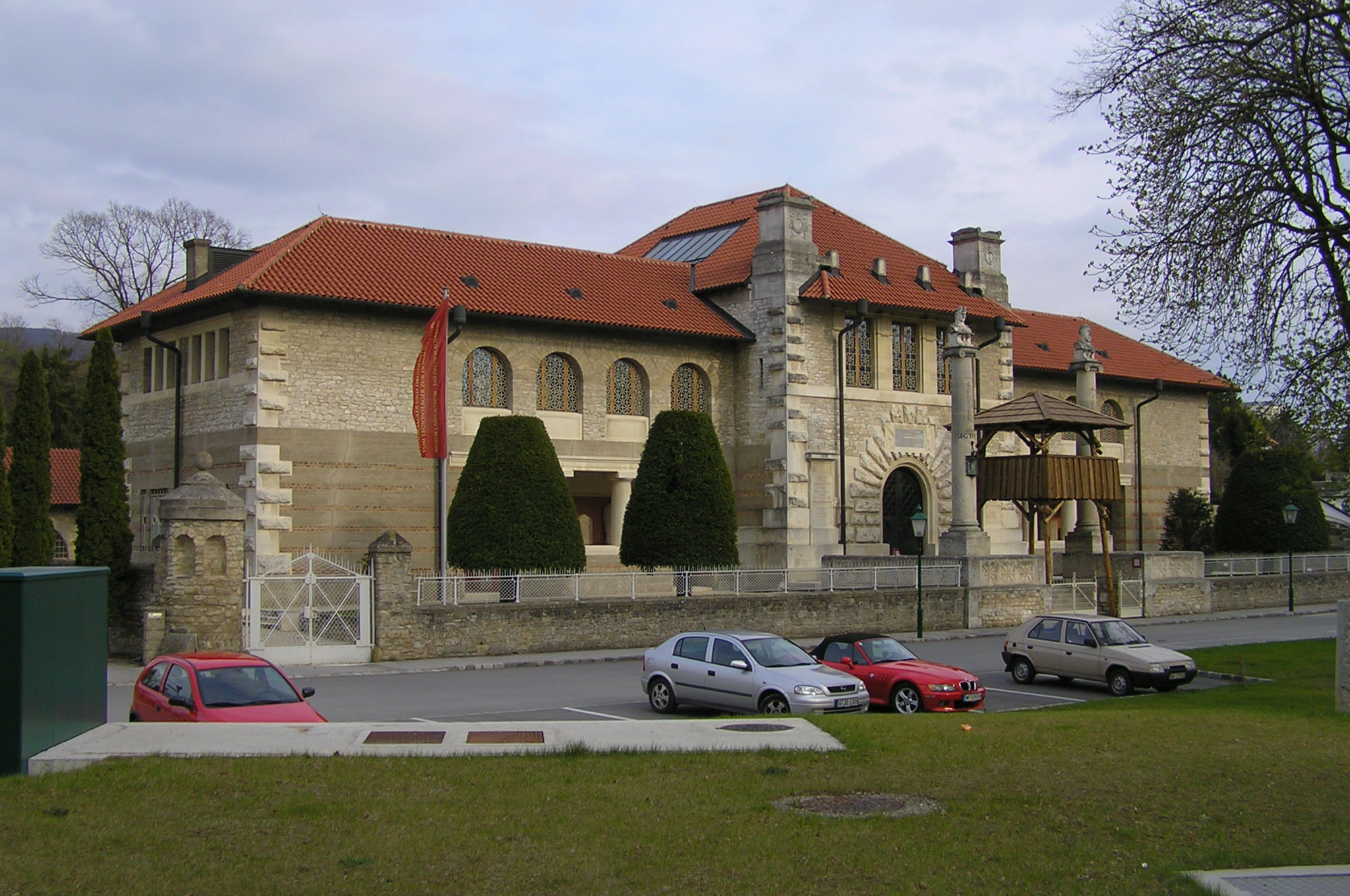
Музей Carnuntinum, Бад-Дойч-Альтенбург, 1900–1901
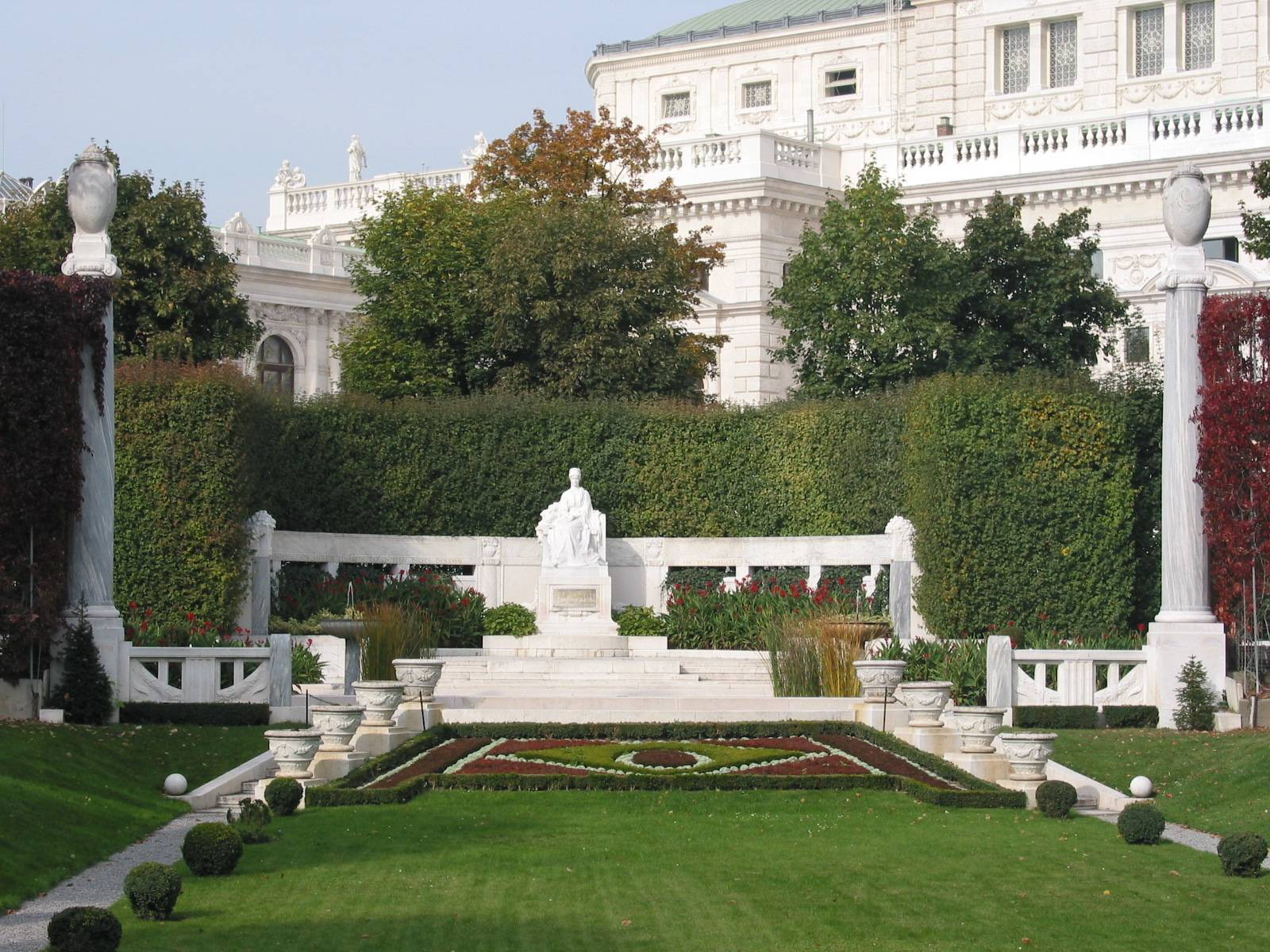
Пам'ятник імператриці Єлизаветі, Відень, 1901–1902
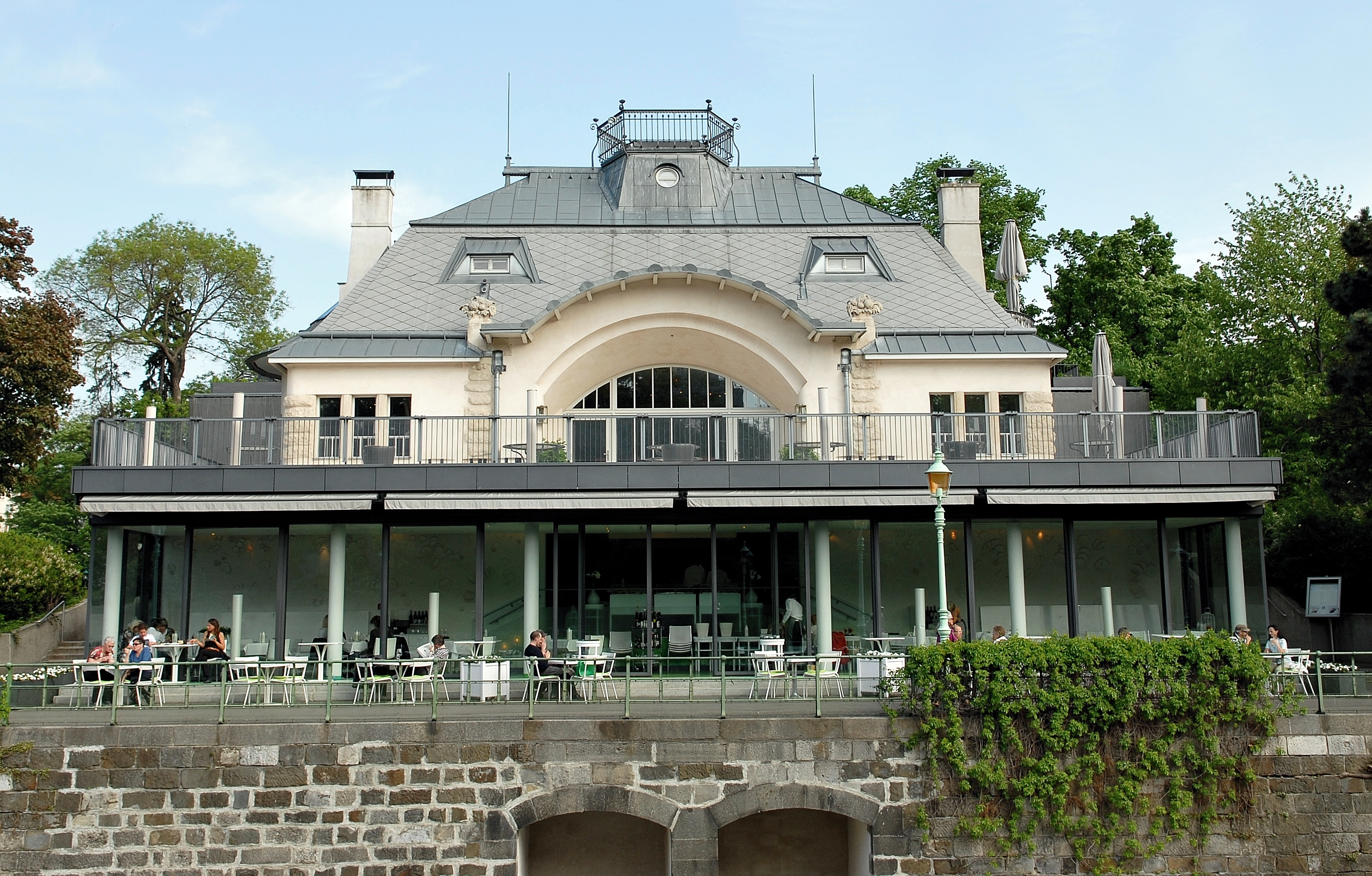
Ресторан Steirereck, Відень, 1901–1903
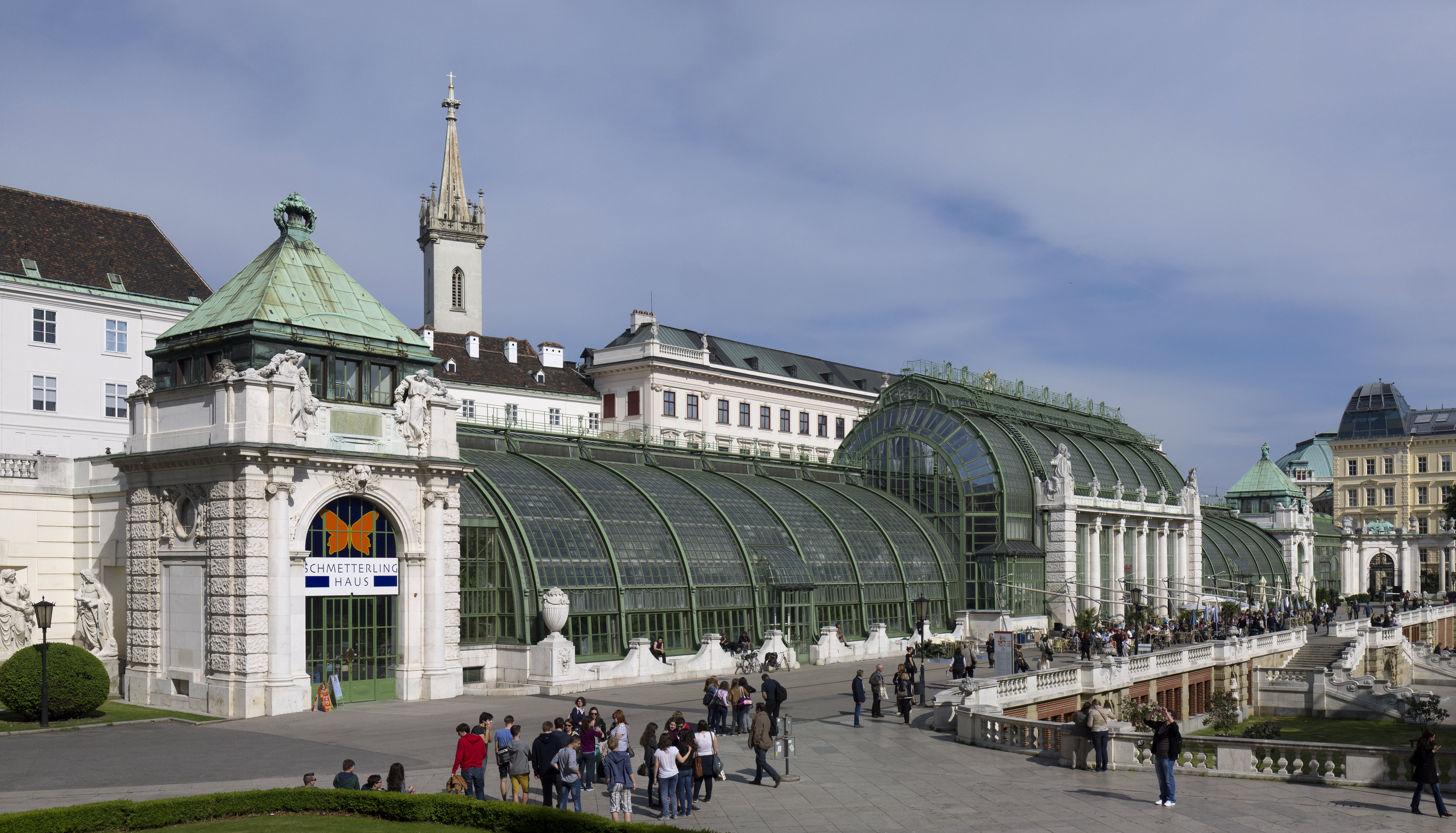
Пальмова оранжерея, Відень, 1901–1906
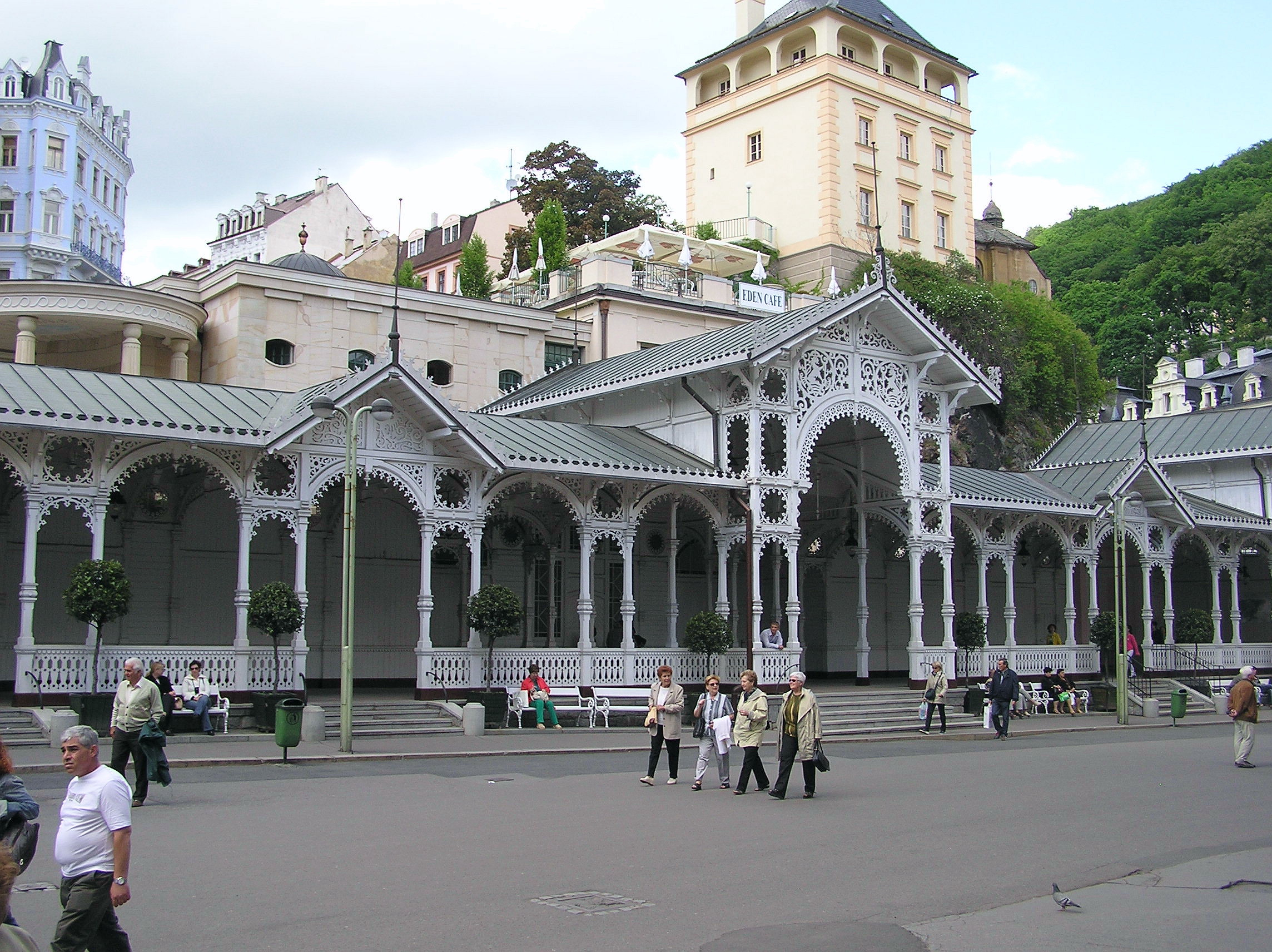
Колонади Шлоссбрун, Карлсбад, 1910–1912
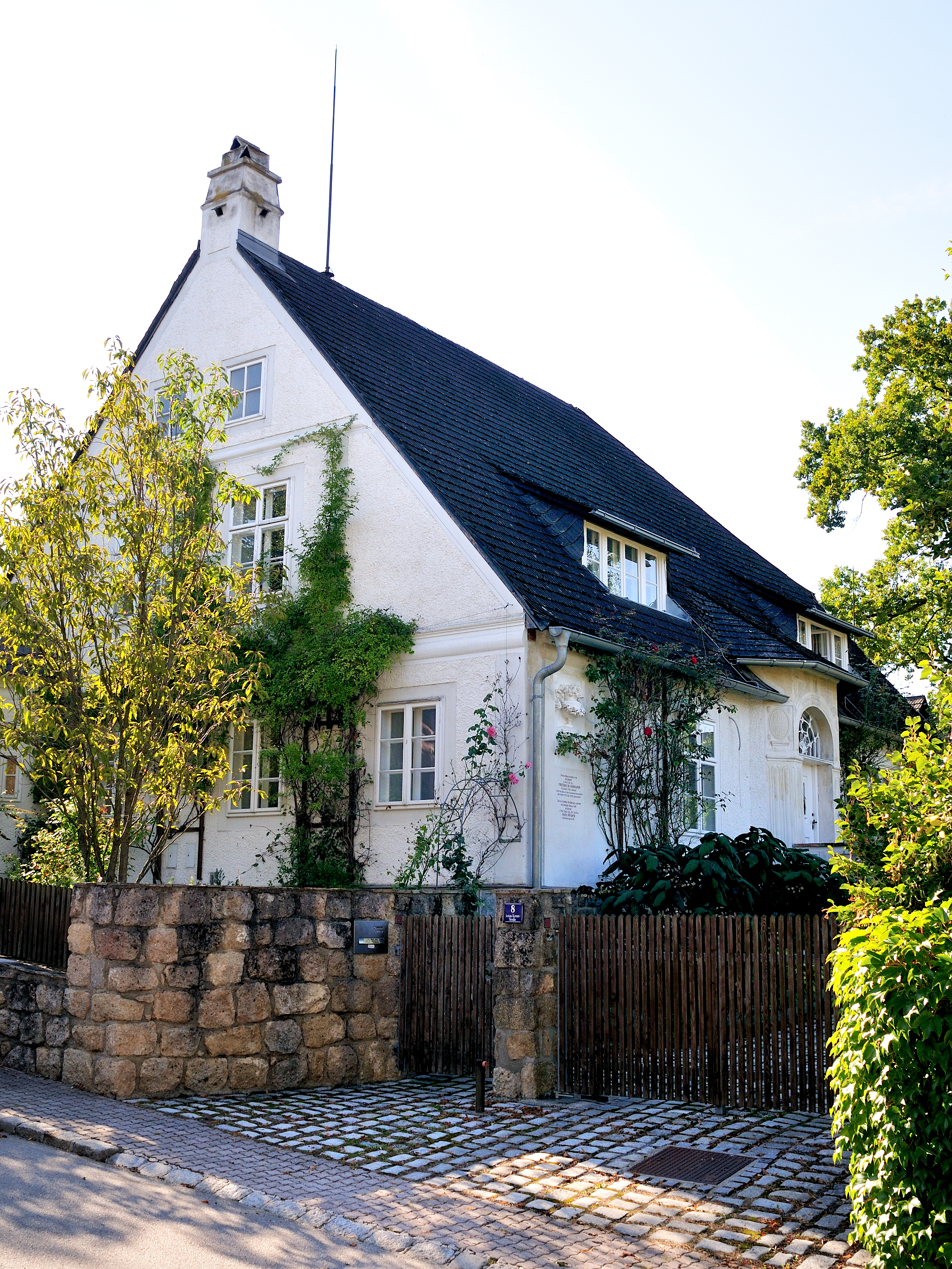
Вілла Оман, 1912
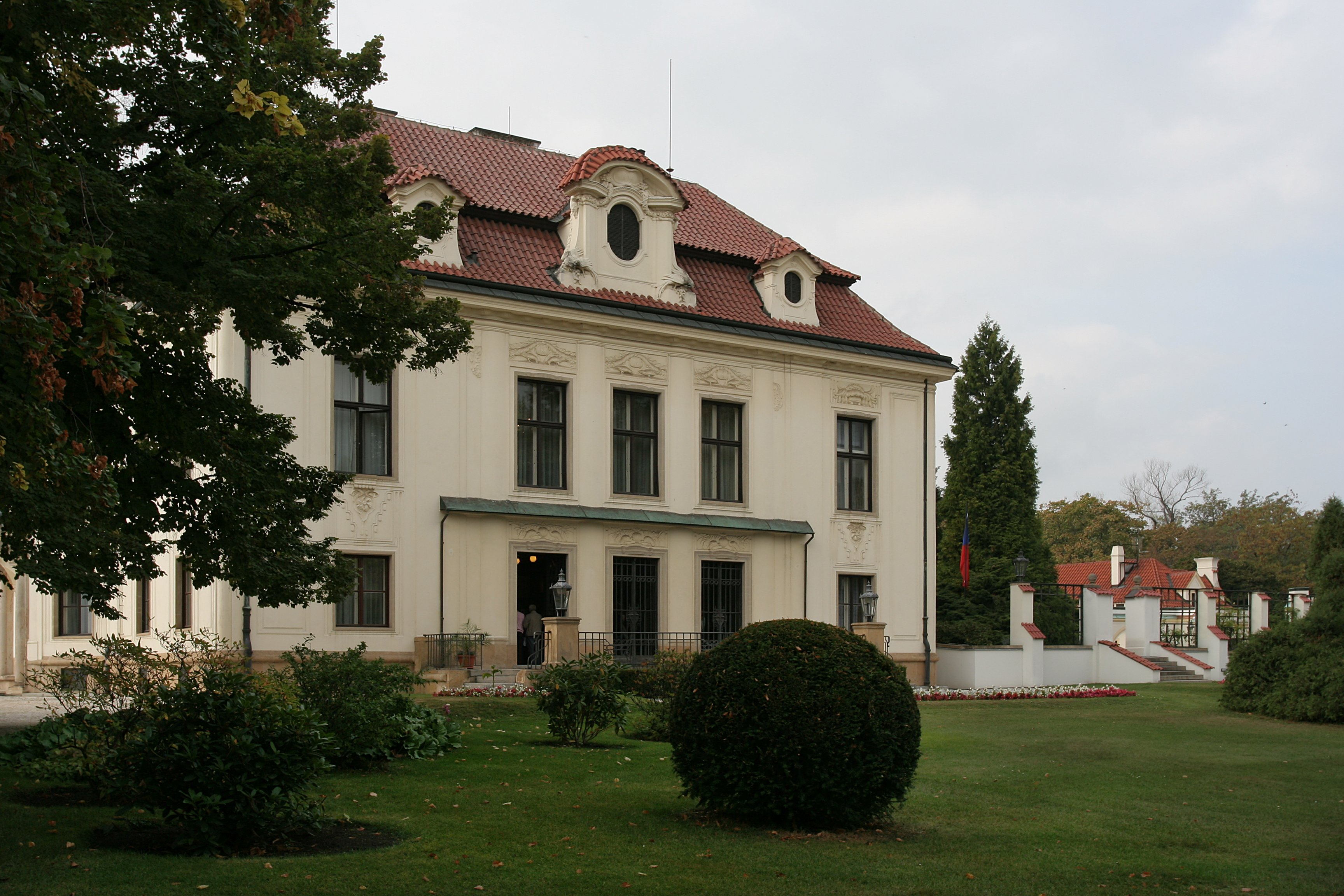
Вілла Крамар, Прага, 1912–1913
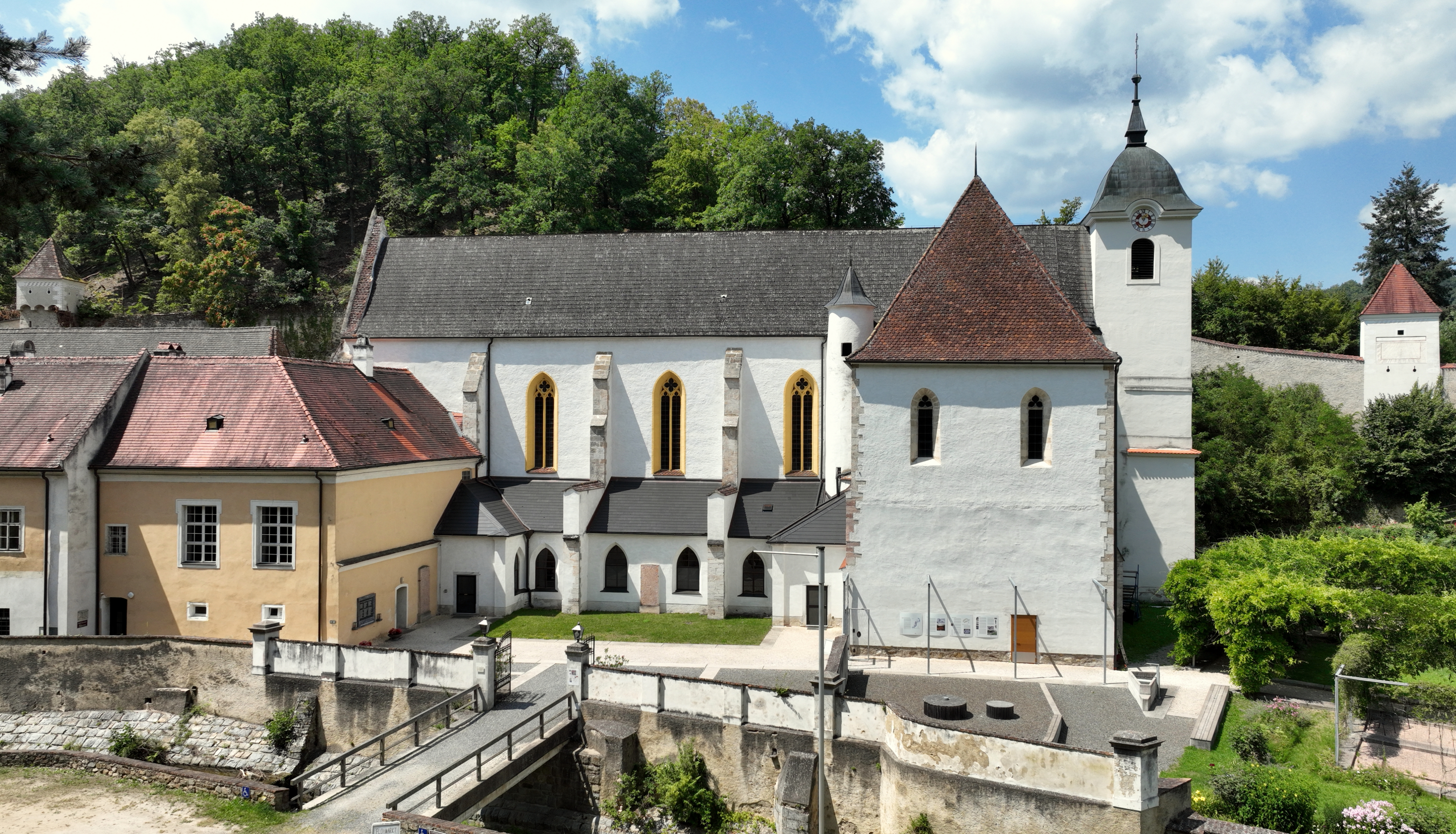
Парафіяльна церква, Агсбах-Дорф, 1913